# 同类词汇
同類詞彙是方言學家和歷史語言學家爲了方便方言的描寫、方言間的比較和語言的歷史演變而提出的一套詞彙列表的集合，其中在每一個詞彙列表之內，成員一般都共享一個同音的片段。 

## 威氏英語標準同類詞彙
英語的標準同類詞彙由約翰·C·威爾斯在《各地英語口音》（Accents of English）中介紹，是最常用的同類詞彙系統之一。威爾斯根據詞語在兩個參考口音中（下稱RP和GenAm）的讀法而定義每個同類詞彙。 
- "RP"是标准英音。[1]
- "GenAm"是通用美式英语中的一個口音。[2]

威爾斯考慮英語詞語在兩個參考口音中的重音音節的元音讀法，將它們歸入24個同類詞彙。每一個同類詞彙都用小型大寫字母，以一個關鍵詞命名。除了這些之外，威爾斯也根據詞尾的非重音元音，新加三組詞語。雖然它們不屬於24個標準同類詞彙（下表最下面的三個），但是它們“在辨別口音時有索引和判斷價值”。
| 關鍵詞  | RP | GenAm | 例詞                                                      |
| ------- | -- | ----- | --------------------------------------------------------- |
| KIT     | ɪ  | ɪ     | ship, sick, bridge, milk, myth, busy                      |
| DRESS   | e  | ɛ     | step, neck, edge, shelf, friend, ready                    |
| TRAP    | æ  | æ     | tap, back, badge, scalp, hand, cancel                     |
| LOT     | ɒ  | ɑ     | stop, sock, dodge, romp, possible, quality                |
| STRUT   | ʌ  | ʌ     | cup, suck, budge, pulse, trunk, blood                     |
| FOOT    | ʊ  | ʊ     | put, bush, full, good, look, wolf                         |
| BATH    | ɑː | æ     | staff, brass, ask, dance, sample, calf                    |
| CLOTH   | ɒ  | ɔ     | cough, broth, cross, long, Boston                         |
| NURSE   | ɜː | ɜr    | hurt, lurk, urge, burst, jerk, term                       |
| FLEECE  | iː | i     | creep, speak, leave, feel, key, people                    |
| FACE    | eɪ | eɪ    | tape, cake, raid, veil, steak, day                        |
| PALM    | ɑː | ɑ     | psalm, father, bra, spa, lager                            |
| THOUGHT | ɔː | ɔ     | taught, sauce, hawk, jaw, broad                           |
| GOAT    | əʊ | o     | soap, joke, home, know, so, roll                          |
| GOOSE   | uː | u     | loop, shoot, tomb, mute, huge, view                       |
| PRICE   | aɪ | aɪ    | ripe, write, arrive, high, try, buy                       |
| CHOICE  | ɔɪ | ɔɪ    | adroit, noise, join, toy, royal                           |
| MOUTH   | aʊ | aʊ    | out, house, loud, count, crowd, cow                       |
| NEAR    | ɪə | ɪr    | beer, sincere, fear, beard, serum                         |
| SQUARE  | ɛə | ɛr    | care, fair, pear, where, scarce, vary                     |
| START   | ɑː | ɑr    | far, sharp, bark, carve, farm, heart                      |
| NORTH   | ɔː | ɔr    | for, war, short, scorch, born, warm                       |
| FORCE   | ɔː | or    | four, wore, sport, porch, borne, story                    |
| CURE    | ʊə | ʊr    | poor, tourist, pure, plural, jury                         |
| happY   | ɪ  | ɪ     | copy, scampi, taxi, sortie, committee, hockey, Chelsea    |
| lettER  | ə  | ər    | paper, metre, calendar, stupor, succo(u)r, martyr, figure |
| commA   | ə  | ə     | catalpa, quota, vodka                                     |

比如，"rod"在RP中讀作/rɒd/，在GenAm中讀作/rɑd/，所以它屬於LOT同類詞彙；"weary"在RP下讀作/ˈwɪərɪ/，在GenAm中讀作/ˈwɪrɪ/，於是它屬於NEAR同類詞彙。 
有些語言詞語不屬於任何同類詞彙。例如，"tomato"重音音節的"a"在RP中讀作/ɑː/，GenAm中讀作/eɪ/。這是一個特別的組合，不屬於任何同類詞彙。在RP下，有些詞語的/ɒ/置於软腭音前，比如"mock"和"fog"，但在GenAm下，這些元音的讀音由/ɔ/至/ɑ/各不相同，所以這些詞語不歸入任何一個同類詞彙。
GenAm的FLEECE、FACE、GOOSE和GOAT 介於單元音[i, e, u, o]和雙元音[ɪi, eɪ, ʊu, oʊ]之間。為了簡單起見，威爾斯將其中三個轉換成單元音，將FACE變成/eɪ/，避免跟RP的DRESS（/e/）混淆。
happY組被確定跟RP和GenAm的KIT相同，反映當時的分析，儘管那時兩個方言正在發生類似於FLEECE（"happy"緊化）的實現。自此以後，用⟨i⟩來代表happY的標記法開始流行，被許多諸如威爾斯詞典的重要讀音詞典採納。 除此之外，威爾斯對通用美式口音的模型也是保守的，因為它不考慮"cot"–"caught"合流（LOT–THOUGHT）和"horse"–"hoarse"合流（NORTH–FORCE）。

### 關鍵詞的選擇
威爾斯解釋他是如何選擇關鍵詞（"kit"、"fleece"等）如下： 
選擇關鍵詞時，我注重詞語的清晰易懂：無論用什麼口音念它，都難以將其誤解成其他詞語。雖然"fleece"不常用，但是大部分人都不能將它誤認為是有另一個元音的詞語。反而，如果我們選了"beat"，那麼當有人念出它時，其他人會以為是"bait"或者是"bit"。
關鍵詞盡可能以齒齦音或齒音結尾。

### 使用
威爾斯標準同類詞彙受到廣泛使用，用來清晰簡潔地討論英語各種口音的音系和語音系統。雖然標準同類詞彙當初僅基於RP和GenAm，但是它也適合描述其他英語口音。這是因為在多數口音下，所有或是大部分組合的詞語發音時都用相似或相同的重音元音。威爾斯使用同類詞彙，最主要是用於作品裡所討論的所有口音的“詞彙發音差異表”。例如，下表為威爾斯對紐芬蘭英語給出的詞彙發音差異（lexical incidence）表：
| - KIT: ɪ - DRESS: ɛ - TRAP: æ - LOT: ɑ - STRUT: ɔ̈ - FOOT: ʊ - BATH: æː - CLOTH: ɑː - NURSE: ɜr [ɝ:] | - FLEECE: iː - FACE: ɛː, ɛɪ - PALM: æ, ɑː - THOUGHT: ɑː - GOAT: ʌʊ - GOOSE: uː - PRICE: əi - CHOICE: əi - MOUTH: əu | - NEAR: ɛr - SQUARE: ɛr - START: ær - NORTH: ɔ̈r - FORCE: ɔ̈r - CURE: ɔ̈r - happY: [i] - lettER: ər [ɚ] - commA: ə |

上表顯示，在紐芬蘭英語下，KIT同類詞彙的詞語都使用/ɪ/音位，而NORTH、FORCE和CURE組合都用同一個元音/ɔ̈r/發音。值得注意的是，一些同類詞彙，例如FACE，有多於一個讀法。這意味著不是所有屬於FACE同類詞彙的詞語讀法都是相似的（在這種情況下，這是因為紐芬蘭英語的"pane"–"pain"合流還沒發展完全）。/ɔ̈/是後元音[ɔ]。威爾斯使用這個符號⟨ɔ̈⟩，目的是為了不讓讀者將其跟THOUGHT元音（在許多其他口音下，它被形容為⟨ɔ⟩或⟨ɔː⟩）混淆。
除此之外，威爾斯還會用標準同類詞彙來指代“所討論的口音下所談論的標準同類詞彙所用的元音”。因此，威爾斯在描述紐芬蘭口音時，他寫道“KIT和DRESS據說跟[ɪ]合流”，意思是在屬於KIT的詞語和屬於DRESS的詞語中，它們的重音音節據說往往念得跟[ɪ]一樣。 
同類詞彙也可以用來描述分裂和合流。例如，在RP和大部分其他無捲舌口音中，"father"和"farther"發音相同。這個音變可以簡單地描述為PALM和START同類詞彙的合流。大多數北美口音會讓"father"跟"bother"押韻，可以描述為PALM和LOT同類詞彙的合流。 

### 來源
在一個2010年的網誌中，威爾斯寫道： 
我有時候認為一個世紀之後，人們只會紀念我的同類詞彙。然而，我在一個週末裡一時想到這個。那時諸如瓦恩里希《結構良好的方言學有可能嗎？》的當代作品所使用的符號混亂讓我挫折不已。
（页面存档备份，存于）
他還聲稱標準同類詞彙沒有版權，而所有人都“有權以任何方式使用它們”。

### 擴展
有一些英語變種在重音元音作出區分，而這些區分不在24個同類詞彙的範圍之內。例如，一些沒經歷"fern"–"fir"–"fur"合流的愛爾蘭和蘇格蘭口音會將NURSE同類詞彙分成幾個子類別。威爾斯的24個同類詞彙不足以描述這些口音。因此，講述愛爾蘭英語的作品可以將威爾斯的NURSE組拆分成兩個子類別，NURSE組和TERM組。
有些有關英語口音的作者會加入GOAL組，指代標準口音下GOAT元音的謝菲爾德或是東南倫敦口音變體。威爾斯已聲明他之所以沒包括GOAL組，是因為它應該要視作GOAT的同位異音，隨著語素邊界（morpheme boundary）而改變。
Schneider et al. (2004)跟Wells (1982)一樣，記錄英語各地口音的音系。它使用威爾斯的標準同類詞彙，根據需要額外採用下列補充同類詞彙，來說明所討論口音的細節：
GOAL, horsES, HEAD, BIRTH, BERTH, PRIZE, AFTER, NEVER, STAY, STONE, STAND, OFF, DO, ONE, SNOW, BOAR, POWER, FIRE, EARS, TUESDAY, NEW, MARRY, MERRY, MARY, ORANGE, KITTEN, DANCE, TOMORROW, LOUD, HAND, PIN, PEN, THINK, LENGTH, GOING, POOL, PULL, FEEL, FILL, FAIL, FELL, MIRROR, NEARER, COW, STAR, FIT, CUP, PIECE, BROAD, LOOSE, EIGHT, metER, BEER, treacLE, BARE, BACK, BED, paintEd, villAge, TERM, SPHERE, ZERO, carrIER, cordIAL, cUrious, TRUER, TRUANT, officEs, About, IT, SIT, LAYER, BITE, BIDE, BYRE, BILE, BOUT, BOWED, BOWER, BOWEL, uncLE, DOOR, POOR

## 其他語言
同類詞彙也可以用來描述其他語言的發音，例如法語、愛爾蘭語和蘇格蘭語。